# Giovanni Boccia Artieri
Giovanni Boccia Artieri (Bologna, 18 aprile 1967) è un sociologo e saggista italiano.
Professore Ordinario di Scienze della Comunicazione presso l'Università degli Studi di Urbino Carlo Bo dove insegna Sociologia dei media digitali e Comunicazione digitale e platform strategy. Il suo lavoro si concentra soprattutto sullo studio dei nuovi media, osservati nel loro evolversi socio-tecnologico, secondo l'approccio che l'autore ha chiamato "deriva tecnologica". 

## Biografia
Laureato in Scienze Politiche e specializzatosi in Sociologia, Giovanni Boccia Artieri ha indirizzato il suo lavoro verso lo studio della comunicazione e dei media. 

È Professore Ordinario presso il Dipartimento di Scienze della Comunicazione, Studi Umanistici e Internazionali (DISCUI) dell'Università degli Studi di Urbino Carlo Bo dove insegna “Sociologia della comunicazione e dei media digitali” e “Comunicazione pubblicitaria e linguaggi mediali”. 
Dal 2018 al 2024 è stato Direttore del Dipartimento di Scienze della Comunicazione, Studi Umanistici e Internazionali Università degli Studi di Urbino Carlo Bo. Dal 2017 al 2024 è stato Coordinatore del Dottorato di ricerca in Studi umanistici, Università di Urbino Carlo Bo. Dal 2016 al 2018 è stato Presidente della Scuola di Scienze della Comunicazione, Università di Urbino Carlo Bo
I suoi interessi di ricerca riguardano la relazione tra media, identità e società; i linguaggi e le forme espressive della modernità compiuta; le culture partecipative e le narrazioni transmediali; i pubblici connessi e i pubblici produttivi. Gli attuali progetti di ricerca includono i processi di mediatizzazione, le fringe platform and democracy, gli studi sull’hate speech online, la manipolazione dei media e la disinformazione.
Ha pubblicato articoli su riviste nazionali e internazionali come Information, Communication & Society, Current Sociology, International Journal of Communication, Participations. Journal of Audience & Reception Studies, Media and Communication, Social Media+Society. 
Nel 2020 è stato nominato membro dell'Academia Europaea e opera nella sezione Film, media and visual studies.
È membro del “Comitato sull’intelligenza artificiale” di AgCom.
Dal 2025 è Presidente della Società Scientifica Italiana Sociologia, Cultura, Comunicazione (SISCC) di cui è stato Vicepresidente dal 2107.

## Curiosità
- Nel 2009, un estratto dalla prefazione scritta da Giovanni Boccia Artieri al libro di Henry Jenkins Fan, Blogger e Videogamers. L'emergere delle culture partecipative nell'era digitale[2], è stato selezionato come traccia per la prova di Italiano all'esame di Maturità per l'ambito tecnico-scientifico[3].

## Opere
- Giovanni Boccia Artieri, Lo sguardo virtuale. Itinerari socio-comunicativi nella deriva tecnologica, Milano, Franco Angeli, 1998, ISBN 88-464-0577-3.
- Giovanni Boccia Artieri, Tracce nella rete. Le trame del moderno fra sistema sociale ed organizzazione, a cura di Graziella Mazzoli, Milano, Franco Angeli, 2000, ISBN 88-464-1799-2.
- Giovanni Boccia Artieri, S. Antonioni e L. Gemini, Comunicazione e luoghi del vissuto. Osservare un territorio al femminile, Milano, Franco Angeli, 2004, ISBN 88-464-5262-3.
- Giovanni Boccia Artieri, I media-mondo. Forme e linguaggi dell'esperienza contemporanea, Roma, Meltemi, 2004, ISBN 88-8353-321-6.
- Giovanni Boccia Artieri, Facebook per Genitori, 40K, 2011, ISBN 8865860642.
- Giovanni Boccia Artieri, Stati di Connessione. Pubblici, cittadini e consumatori nella (Social) Network Society, Milano, Franco Angeli, 2012, ISBN 978-88-204-0294-5.
- Giovanni Boccia Artieri, Media e generazioni nella società italiana, a cura di Fausto Colombo, Luigi Del Grosso Destreri, Francesca Pasquali, Michele Sorice, Milano, Franco Angeli, 2012, ISBN 978-88-568-4572-3.
- Giovanni Boccia Artieri, Gli effetti sociali del Web. Forme della comunicazione e metodologie della ricerca online, Milano, Franco Angeli, 2015, ISBN 978-88-204-1741-3.
- Bentivegna S., Boccia Artieri G., Le teorie delle comunicazioni di massa e la sfida digitale, Roma-Bari, Laterza, 2019
- Bentivegna S., Boccia Artieri G. (a cura di), Niente di nuovo sul fronte mediale. Agenda pubblica e campagna elettorale, Franco Angeli, Milano, 2019.
- Bentivegna S., Boccia Artieri G., Voci della democrazia. Il futuro del dibattito pubblico, il Mulino, Bologna 2021, ISBN 978-88-15-29402-9.
- Boccia Artieri G., Colombo F., Gili G., Comunicare. Persone, relazioni, media, Laterza, Roma-Bari, 2022 ISBN 9788859300700.